# Spongiolit
Spongiolit – skała osadowa, krzemionkowa zbudowana głównie z opalu i chalcedonu..
Spongiolity są osadami morskimi należącymi do grupy skał organogenicznych. Powstały w wyniku sedymentaci dużych ilości spikul (igieł) gąbek i scementowania lepiszczem krzemionkowym (opalowo-chalcedonowym). Głównymi składnikami mineralnymi budującymi spongolit jest opal i chalcedon. Opal jest częściowo przekrystalizowany w opal CT, występujące liczne spikule gąbek w różnych przekrojach zbudowane są z chalcedonu lub kwarcu autogenicznego. Niektóre spongiolity zawierają domieszki detrytycznego kwarcu, glaukonitu, węglanu wapnia oraz pirytu.
Barwa spongiolitów zwykle szara, szaroniebieskawa, zielonkawa lub brunatna. Tekstura równoległa. Stopień lityfikacji od średniego do silnego. Odznaczają się dużą twardością. Występują w formie warstw.
W Polsce spongiolity występują na obszarze Tatr w utworach jurajskich fliszu karpackiego i obrzeżu Gór Świętokrzyskich w utworach kredowych.